# Trauerredner
Trauerredner halten im Rahmen einer  Trauerfeier oder Beerdigung die Trauerrede. Die Berufsbezeichnung variiert je nach der Region, in der sie tätig sind. Gängig sind z. B. Beerdigungs-, Bestattungs- oder Grabredner, Nachrufredner, Redner oder Sprecher, auch mit dem Zusatz frei oder weltlich. Die Trauerreden können, je nach Wunsch, rein weltlich als auch mit religiösen Elementen und Gebeten gehalten werden. Der Kern der Trauerrede ist der Blick zurück auf das Leben eines verstorbenen Menschen.
Neben Trauerrednern halten auch freie Theologen oder Pastoren Trauerreden. Zumeist sind dies ehemalige kirchliche Würdenträger wie Diakone oder Priester oder freikirchliche Geistliche, die sowohl weltanschaulich neutrale als auch Trauerzeremonien mit christlichen Elementen anbieten. „Miet-Pfarrer“ als Trauerredner werden von den großen Kirchen kritisch gesehen.
Mit der Bestattung auf dem kommunalen Friedhof oder im Bestattungsinstitut übernehmen sie die sonst übliche Rolle der Geistlichen und treten zunehmend an deren Stelle.

## Geschichte
Trauerredner haben ihren Ursprung in den freireligiösen und freigeistigen Bewegungen des 19. Jahrhunderts. Die Aufklärung hatte für die Emanzipation des Denkens wesentliche Voraussetzungen geschaffen, die in Deutschland schließlich mit der Weimarer Verfassung 1920 auf die Trennung von Kirche und Staat hinausliefen. Weitere Faktoren waren die atheistische Kremationsbewegung von 1789, in der Franzosenzeit die Anlage kommunaler konfessionsloser Friedhöfe, die erste Konstruktion einer modernen Leichenverbrennungsanlage durch den Industriellen Friedrich Siemens, die Inbetriebnahme des ersten Krematoriums 1878 in Gotha und der Konfessionsstreit der mitgliederstarken Feuerbestattungsvereine mit den christlichen Kirchen wegen der Feuerbestattung. Bis 1954 verbot die evangelische Kirche ihren Geistlichen die Mitwirkung an Kremationsfeiern, die katholische Kirche tat dies bis 1963.
Aufgrund des hohen Anteils an Konfessionslosen in der Bevölkerung gibt es heute die meisten Trauerredner in Ostdeutschland und in den Ballungsräumen der Großstädte. Nach Statistiken der Evangelischen Kirche in Deutschland (EKD) und der Katholischen Bischofskonferenz (DBK) wurde im Jahr 2019 fast die Hälfte der Verstorbenen in Deutschland ohne kirchliche Begleitung bestattet; der Anteil kirchlicher Bestattungen im Jahr 2019 betrug 52,2 Prozent, im Jahr 2000 noch 71,5 Prozent.

## Beruflicher Status
Trauerredner sind in der Regel freiberuflich tätig, doch es gibt ebenfalls Bestatter, die als Inhaber oder deren Mitarbeiter diese Aufgabe wahrnehmen. Die Trauerredner erhalten ihr Mandat, eine Trauerfeier zu übernehmen, von den Angehörigen. Sie sprechen weder im Auftrag einer Religions- noch einer Weltanschauungsgemeinschaft oder einer sonstigen Institution.

## Berufsständische Organisation
Der Berufsstand umfasst nach deren eigenen Angaben etwa fünfhundert Personen in Deutschland, ferner Trauerredner in Österreich und in der Schweiz sowie in den Niederlanden. Trauerredner werden meistens von Bestattungsinstituten vermittelt und arbeiten eng mit dem Bestattungsgewerbe zusammen. In Deutschland haben sich 1996 als Bundesarbeitsgemeinschaft Trauerfeier und 1989 als Fachverband für weltliche Trauer- und Bestattungskultur organisiert.

## Auswahl eines Trauerredners
Maßgeblich für die Wahl einer weltlichen Trauerfeier sind der Wunsch des Verstorbenen zu seinen Lebzeiten und/oder die eigenen Vorstellungen der Hinterbliebenen von der bevorstehenden Trauerfeier. Dabei bedeutet „weltlich“, dass keine dogmatische oder kirchliche Sinndeutung des Lebens und Todes eines Menschen vorgenommen wird. Religiöse Symbole oder Weltanschauungen aus dem Leben des Verstorbenen können dabei durchaus einen eigenen Stellenwert in der Trauerfeier einnehmen.